# 艾米莉亞·雷比達 (小茱莉亞之女)
艾米莉亞·雷比達（Aemilia Lepida，西元前5年—43年）是小茱莉亞的女兒，羅馬第一位皇帝奧古斯都的曾外孫女。他的父親是執政官盧基烏斯·埃米利烏斯·保盧斯，後三頭同盟之一雷比達的侄孫。

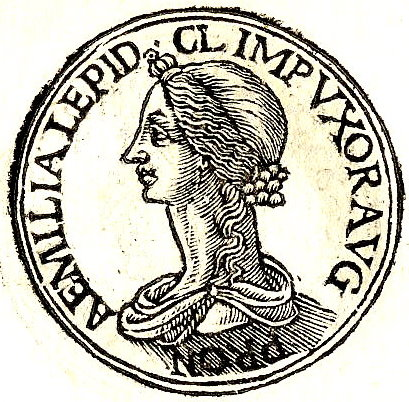

艾米莉亞·雷比達年幼時曾與日後的克勞狄一世訂婚，但她的父母失勢後婚約被取消。她後來與馬爾庫斯·尤尼烏斯·西拉努斯·托爾夸圖斯結婚。他們有五個子女。
- 馬爾庫斯
- 德西穆斯
- 盧基烏斯
- 尤妮亞·卡爾薇娜（嫁盧基烏斯·維特盧斯）
- 尤妮亞·雷比達（嫁卡西烏斯·朗基努斯）